# David Mech

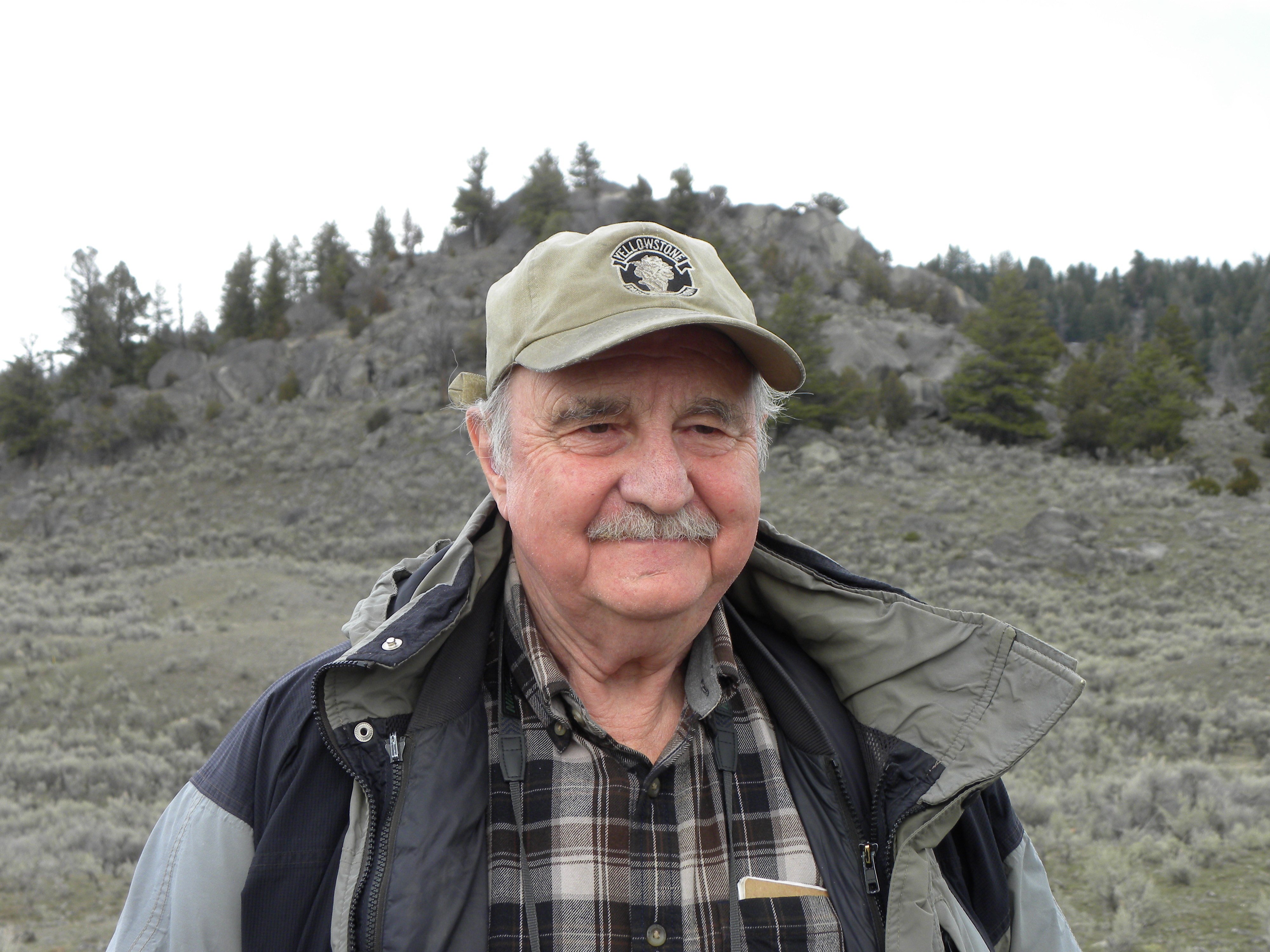
David Mech (2017)

Lucyan David Mech (ur. 18 stycznia 1937) – ekspert w dziedzinie biologii wilków. Pracuje od 1970 jako starszy badacz dla Department of the Interior i jako profesor w Uniwersytecie stanowym w Minnesocie w Saint Paul. Prowadził od 1958 badania wilków na Isle Royale, w Minnesocie, w Kanadzie, we Włoszech, na Alasce, w Parku Narodowym Yellowstone i w innych miejscach.
David Mech jest jednym z członków założycieli International Wolf Center i zasiada w zarządzie Centrum. Pomógł on uruchomić ośrodek w 1985 kierując się założeniem, iż ochrona wilka wymaga zarówno poznania gatunku przez naukowców jak i przez zwykłego człowieka.
Opublikował wiele artykułów i książek o wilkach. Opracował koncepcję osobnika alfa u wilków w latach 70. XX wieku, która jednak okazała się błędna, gdyż odnosiła się do wilków trzymanych w niewoli wobec czego odrzucił ją w 1999 roku. 

## Książki
- The Wolf: The Ecology and Behavior of an Endangered Species, wyd. University of Minnesota Press (1970)
- Wolves: Behavior, Ecology, and Conservation (Przy współpracy Luigi Boitani(inne języki)), wyd. University of Minnesota Press (2003)

## Stopnie naukowe
- B.S., Cornell University (1958)
- Ph.D., Purdue University (1962)